# Фрідріх-Герман Преторіус
Фрідріх-Герман Преторіус (Friedrich-Hermann Praetorius; 28 лютого 1904, Кольберг — 16 квітня 1956, Любек) — німецький офіцер-підводник, капітан-лейтенант крігсмаріне.

## Біографія
8 квітня 1934 року вступив на флот. В квітні-липня 1940 року пройшов курс підводника. З 12 жовтня 1940 по червень 1941 року — 1-й вахтовий офіцер на підводному човні U-98. З 16 серпня 1941 по листопада 1942 року — командир U-135, на якому здійснив 4 походи (разом 208 днів у морі) і потопив 3 кораблі загальною водотоннажністю 21 302 тонни.
| Дата           | Назва корабля   | Тип               | Тоннаж | Вантаж | Екіпаж | Загинули | Країна             | Конвой |
| -------------- | --------------- | ----------------- | ------ | --- | ------ | -------- | ------------------ | ------ |
| 22 січня 1942  | Gandia          | Торговий пароплав | 9,626  | Баласт (500 тонн поташу)                                                                                                | 79     | 65       | Бельгія            | ON-56  |
| 17 травня 1942 | Fort Qu´Appelle | Торговий пароплав | 7,127  | 9200 тонн генеральних вантажів, у тому числі 500 тонн ацетону                                                           | 47     | 13       | Британська імперія |        |
| 8 червня 1942  | Pleasantville   | Торговий теплохід | 4,549  | 3000 тонн фосфатів і військових матеріалів, включаючи автомобілі, вантажівки, літаки та 2 локомотиви як палубний вантаж | 47     | 2        | Норвегія           |        |

З лютого 1943 року — навчальний офіцер в 27-й, в лютому-травні 1945 року — 25-й флотилії. Після війни був капітаном торгового флоту.

## Звання
- Кандидат в офіцери (8 квітня 1934)
- Морський кадет (26 вересня 1934)
- Фенріх-цур-зее (1 липня 1935)
- Оберфенріх-цур-зее (1 січня 1937)
- Лейтенант-цур-зее (1 квітня 1937)
- Оберлейтенант-цур-зее (1 квітня 1939)
- Капітан-лейтенант (1 січня 1942)

## Нагороди
- Медаль «За вислугу років у Вермахті» 4-го класу (4 роки)
- Залізний хрест 2-го і 1-го класу
- Нагрудний знак есмінця (1940)
- Нагрудний знак підводника